# 繆氏黍鯡
繆氏黍鯡為輻鰭魚綱鲱形目鲱科的其中一種，分布於西南太平洋的紐西蘭海域，體長可達13公分，棲息在沿海的迴游性魚類，繁殖期在夏季，成魚會在河口區產卵，可做為食用魚。

## 擴展閱讀
維基物種上的相關：繆氏黍鯡